# Київський планетарій

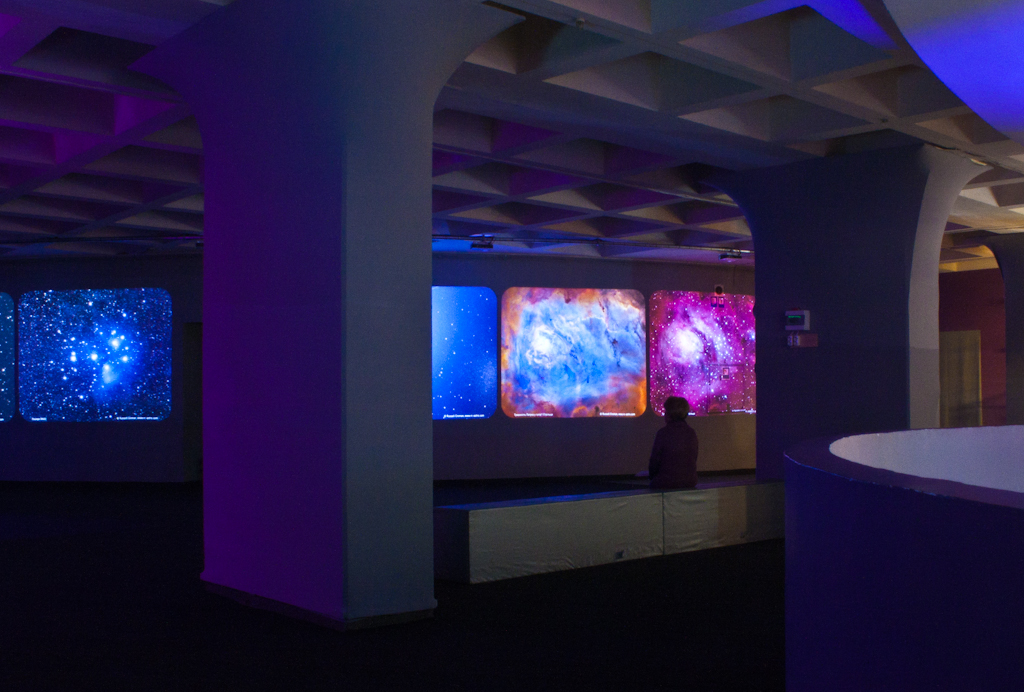
Інтер'єр Київського планетарію

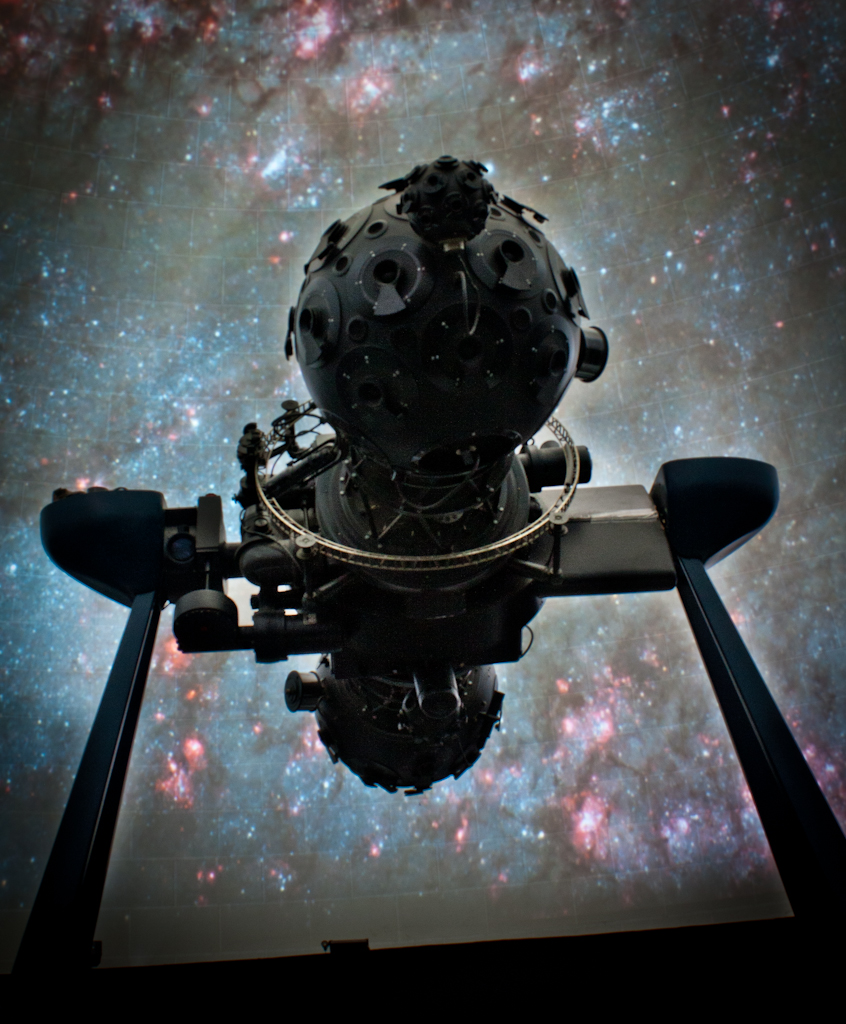
Апарат «Великий цейс-4, що встановлений у Київському планетарії»

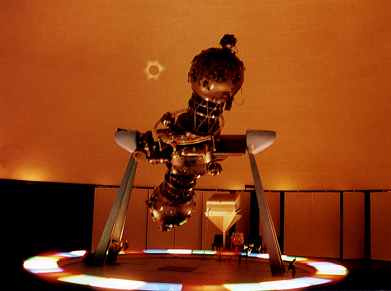
Зоряна зала Київського планетарію

Ки́ївський планета́рій — найстаріший та найбільший планетарій в Україні. За розміром купола посідає друге місце в Європі з площею екрану 830 м². Щорічно його відвідують понад 150 тис. гостей.
Київський планетарій — це унікальний просвітницький проєкт Університету сучасних знань Товариства «Знання України».

## Історія
1 січня 1952 — початок діяльності Київського планетарію. Ініціатива створення планетарію належала Сергію Всехсвятському. Для роботи планетарію був переобладнаний колишній костел Святого Олександра.
1988 рік — Київський планетарій починає працювати у новій будівлі на вул. Велика Васильківська, 57/3.
З 2002 по 2016 рік директором планетарію був Клим Чурюмов, першовідкривач комети Чурюмова-Герасименко.
У 2011 році відбулася презентація оновленого Київського планетарію. Зокрема, у ньому було відкрито новий науково-культурно-розважальний центр для усієї сім'ї.

## Технічні характеристики
- Діаметр купола — 23 метри.
- Висота купола — 11,5 метра.
- Кількість місць — 320.
- Астрономічні ефекти — метеорний дощ, рух комети, зміна фаз Місяця, затемнення Сонця, болід, полярні сяйва.

Київський планетарій одночасно оснащений двома проєкційними системами:
- оптико-механічна система Zeiss Mark IV, виробництва компанії Carl Zeiss, встановлений у 1988 році;
- надсучасна цифрова проєкційна система X12 виробництва компанії Front Pictures, встановлена у 2016 році;

Оптико-механічний зірковий проєктор зроблений компанією Zeiss є представником легендарної лінійки проєкторів, з яких почалась епоха планетаріїв. Апарат складається з двох сфер, з'єднаних між собою. Кожна зі сфер проєктує близько 6 500 зірок Південної або Північної півкулі за допомогою тисячоватних ламп. Апарат може обертатися в трьох вимірах, реалістично зображає зоряне небо та його зміни протягом року.
Цифрова проєкційна система Front Pictures X12 була розроблена партнерами планетарію, українською компанією Front Pictures. Система складається з 12 HD проєкторів, підключених до потужного сервера, який створює на куполі яскраве зображення роздільною здатністю 4К. Програмне забезпечення дозволяє демонструвати сучасні фільми формату 360 з ефектом 3D, робити інтерактивні лекції, проводити презентації за допомогою Presenter360 та розважати відвідувачів за допомогою музичного візуалізатора Meduza360. Зі встановленням цифрової системи Київський планетарій приєднався до міжнародної спільноти сучасних планетаріїв. Проєкційна система дозволяє планетарію демонструвати найкращі сферичні фільми та створювати власні сучасні лекції та програми, завдяки поєднанню високотехнологічного обладнання та досвідченого лекторського персоналу у співпраці з провідними ІТ-компаніями. Новітня технологія повнокупольного відео дозволяє глядачам відчути ефект присутності у глибинах Усесвіту і відчути себе безпосереднім учасником космічної подорожі.

## Діяльність
Сьогодні Київський планетарій перетворюється на унікальний науковий, просвітницький, культурний і розважальний простір для розвитку та відпочинку. У програмі планетарію — сучасні повнокупольні фільми у форматі 360, пізнавальні відео лекції та студії з природних наук і космічної творчості.
У Київському Планетарії створена та діє постійно відкрита мистецька програма – ArtSpace Київського Планетарію. Вона являє собою поєднання мистецьких подій з унікальними технологічними можливостями планетарію, що дозволяє створювати шоу, які не мають аналогів.
Уже в розробці низка науково-розважальних лабораторій та майстер-класів, науково-технологічних експонатів та арт інсталяцій, пізнавальних шоу та дивовижних перформансів, цікавих для дітей від 5 років та дорослих.
Чекаємо на всіх, кого надихають безмежні космічні простори Всесвіту та унікальна сферична будівля нашого планетарію.

## Видатні астрономи, що пов'язані з Київським планетарієм
Сергій Всехсвятський — ініціював створення планетарію.
Леонід Шульман — працював лектором у планетарії на початку 60-х років XX сторіччя.
Клим Чурюмов — директор планетарію з 2002—2016 роки.